# Address Unknown
 Address Unknown  (1944) és un drama dirigit per William Cameron Menzies, basat en la novel·la de Kressmann Taylor Desconegut en aquesta adreça (1938). Va ser candidat per a dos Oscars, l'un a la millor música i l'altre a la millor direcció artística (Lionel Banks, Walter Holscher, Joseph Kish). La pel·lícula relata la història d'una família hostil al règim nazi a la Segona Guerra Mundial. La pel·lícula és una anàlisi dels vincles d'amistat trencats per la traïció en la pujada del nacionalsocialisme. El seu estil de pel·lícula negra, definit pel director de fotografia Rudolph Maté, conté nombrosos elements de suspens i d'ironia hitchcockians com el clarobscur que accentua els contorns, i els enquadraments inquietants. Una escena presenta sobretot Martin Schulz (Paul Lukas) baixant una escala, les finestres projectant la seva ombra darrere d'ell. Aquesta mena de teranyina és la imatge de la traïció de Schulz que es gira contra ell, en el moment en què la Gestapo arriba al seu domicili.

## Argument
Un empresari artístic torna a la seva Alemanya natal per a una visita i quedarà sorprès per la propaganda nazi.

## Repartiment
- Paul Lukas - Martin Schulz
- Carl Esmond - Baron von Friesche
- Peter Van Eyck - Heinrich Schulz
- Mady Christians - Elsa Schultz
- Morris Carnovsky - Max Eisenstein
- K. T. Stevens - Griselle Eisenstein / Stone
- Emory Parnell - El carter
- Mary Young - Mrs. Delaney
- Frank Faylen - Jimmie Blake
- Charles Halton - El censor
- Erwin Kalser - L'escenògraf
- Frank Reicher - Professor Schmidt
- Dale Cornell - Carl
- Peter Newmeyer - Wilhelm
- Larry Olsen – Shultz, de nen

## Nominacions
- Oscar a la millor banda sonora per Morris Stoloff i Ernst Toch
- Oscar a la millor direcció artística per Lionel Banks, Walter Holscher i Joseph Kish